# Holly Humberstone
Holly Ffion Humberstone (Grantham, 17 de dezembro de 1999) é uma cantora e compositora britânica. Em 2021, ela assinou um contrato de gravação com a Interscope e a Polydor Records. Seu primeiro EP após as contratações, The Walls Are Way Too Thin, foi lançado em 12 de novembro de 2021.

## Biografia
Holly Ffion Humberstone nasceu em 17 de dezembro de 1999, na cidade de Grantham, no condado de Lincolnshire. Humberstone é a terceira mais nova de quatro irmãs. Seus pais são médicos do Serviço Nacional de Saúde da Grã-Bretanha e ambos transmitiram paixões criativas: sua mãe tocava violoncelo em uma orquestra juvenil e seu pai mantinha um armário cheio de livros de poesia que Humberstone examinava e às vezes acompanhava com música. Após o colegial, ela passou um ano em uma faculdade de artes cênicas em Liverpool antes de desistir para voltar para casa. Naquela época, porém, ela já estava começando a trabalhar em sua própria música, viajando para Londres para sua carreira florescente.
Humberstone começou a escrever canções ainda jovem. Ela discutiu crescer em uma cidade pequena, afirmando que "não havia cena musical crescendo na zona rural de Lincolnshire, então eu realmente fiz minhas próprias coisas" em uma entrevista ao The Telegraph. Quando adolescente, Humberstone tocou violino, infeliz, na Orquestra Sinfônica Juvenil de Lincolnshire. Quando ela tinha cerca de 16 anos, ela carregou demos que fez com o GarageBand no Mac de seu pai para o site BBC Music Introducing, um veículo de descoberta de talentos. Isso fez com que uma delas, “Hit and Run”, inspirada no filme Baby Driver, fosse tocada na rádio local, o que a levou a conhecer seu empresário.

## Estilo musical e influências
Humberstone cita Damien Rice, Ben Howard, Phoebe Bridgers e HAIM como inspirações musicais. O álbum de estreia de Rice, O, é considerado por Humberstone como seu 'primeiro álbum favorito'. Seu estilo musical tem sido comparado a artistas como Lorde e Bon Iver devido ao seu estilo intimista e atmosférico. Ela afirmou que se identifica principalmente com "escritoras que compartilham demais", e descreveu seu próprio estilo musical como "bastante auto-exposto".

## Carreira

### 2019–2020: Início de carreira eFalling Asleep at the Wheel
Humberstone se apresentou no Glastonbury Festival 2019 no palco de apresentação do BBC Introducing. Seu single de estreia "Deep End" foi lançado em 30 de janeiro de 2020. Em fevereiro de 2020, ela apareceu como um ato de apoio nos shows de Lewis Capaldi. Seu segundo single, "Falling Asleep at the Wheel", foi lançado em 19 de março, enquanto seu terceiro single, "Overkill", foi lançado em 26 de junho. "Falling Asleep at the Wheel" foi incluída na lista de Melhores Canções de 2020 do The New York Times em dezembro de 2020. Em 30 de julho de 2020, ela lançou um cover de "Fake Plastic Trees" da banda de rock inglesa Radiohead. Seu EP de estreia, também intitulado Falling Asleep at the Wheel, foi lançado em 14 de agosto, que continha seus três singles anteriores, ao lado das faixas "Vanilla", "Drop Dead" e "Livewire". Em 9 de dezembro de 2020, ela foi incluída no Artistas para Assistir 2021 da VEVO DSCVR. Ela apresentou sua canção "Vanilla" no canal.

### 2021–presente:The Walls Are Way Too Thin
Em março de 2021, antes do lançamento de seu single "Haunted House" e seu segundo EP, Humberstone assinou com a Polydor Records no Reino Unido e a Darkroom/Interscope Records nos Estados Unidos. Ela também assinou um contrato de publicação com o Universal Music Publishing Group.
Em abril de 2021, ela lançou o single "Haunted House", a primeira canção de seu segundo EP The Walls Are Way to Thin. No mesmo ano ela fez uma turnê pelos Estados Unidos, durante a qual ela também apareceu no programa noturno The Tonight Show. O EP The Walls Are Way to Thin foi lançado em novembro de 2021. Em 9 de dezembro de 2021, foi anunciado que Humberstone havia recebido o Prêmio Brit para Estrela em Ascensão, que reconhece os novos artistas pop mais promissores para assistir. Sam Fender surpreendeu Humberstone com o prêmio enquanto gravavam um dueto acústico de sua canção "Seventeen Going Under".
Em 20 de janeiro de 2022, ela lançou o single "London is Lonely" de seu próximo álbum de estreia previsto para ser lançado em 2022.
Humberstone foi o ato de abertura da segunda metade da turnê de estreia da cantora e compositora americana Olivia Rodrigo, a Sour Tour e o ato de abertura da turnê Make It Go Quiet 2022 de Girl in Red.

## Vida pessoal
Humberstone atualmente reside em Londres em um apartamento que ela divide com sua irmã mais velha. Depois de voltar de sua primeira turnê em outubro de 2021, Humberstone voltou ao seu apartamento e descobriu que havia sido assaltada.

## Discografia

### Extended plays
| Título                      | Detalhes |
| --------------------------- | --- |
| Falling Asleep at the Wheel | - Lançamento: 14 de agosto de 2020 - Gravadora: Platoon - Formatos: Download digital, streaming                                             |
| The Walls Are Way Too Thin  | - Lançamento: 12 de novembro de 2021 - Gravadora: Polydor, Darkroom, Interscope - Formatos: Download digital, streaming, CD, vinil, cassete |

### Singles
| Título                                                   | Ano  | Álbum                       |
| -------------------------------------------------------- | ---- | --------------------------- |
| "Deep End"                                               | 2020 | Falling Asleep at the Wheel |
| "Falling Asleep at the Wheel"                            | 2020 | Falling Asleep at the Wheel |
| "Overkill"                                               | 2020 | Falling Asleep at the Wheel |
| "Fake Plastic Trees"                                     | 2020 | Adicionado à nenhum álbum   |
| "Drop Dead"                                              | 2020 | Falling Asleep at the Wheel |
| "Vanilla"                                                | 2020 | Falling Asleep at the Wheel |
| "Haunted House"                                          | 2021 | The Walls Are Way Too Thin  |
| "The Walls Are Way Too Thin"                             | 2021 | The Walls Are Way Too Thin  |
| "Please Don't Leave Just Yet"                            | 2021 | The Walls Are Way Too Thin  |
| "Scarlett"                                               | 2021 | The Walls Are Way Too Thin  |
| "Friendly Fire"                                          | 2021 | The Walls Are Way Too Thin  |
| "Seventeen Going Under" (Versão acústica com Sam Fender) | 2021 | Adicionado à nenhum álbum   |
| "London Is Lonely"                                       | 2022 | ASA                         |

## Prêmios e indicações
| Cerimônia de premiação | Ano  | Categoria                                    | Indicação                  | Resultado | Ref.   |
| ---------------------- | ---- | -------------------------------------------- | -------------------------- | --------- | ------ |
| Brit Awards            | 2022 | Prêmio Estrela em Ascensão                   | Ela mesma                  | Venceu    | [ 36 ] |
| NME Awards             | 2022 | Melhor Mixtape                               | The Walls Are Way Too Thin | Venceu    | [ 37 ] |
| Ivor Novello Awards    | 2021 | Prêmio Estrela em Ascensão com a Apple Music | Ela mesma                  | Indicado  | [ 38 ] |